# Lancia schoenobina
Lancia schoenobina là một loài bướm đêm trong họ Crambidae.